# Conventional Weapons
Conventional Weapons — перший збірник пісень американської групи My Chemical Romance, випущений у 2012–2013 роках.

## Треклист
Номер один
1. Boy Division — 2:55
2. Tomorrow's Money — 3:16

Номер два
1. AMBULANCE — 3:52
2. Gun. — 3:39

Номер три
1. The World Is Ugly — 4:54
2. The Light Behind Your Eyes — 5:12

Номер чотири
1. Kiss the Ring — 3:09
2. Make Room!!!! — 3:42

Номер п'ять
1. Surrender the Night — 3:27
2. Burn Bright — 4:17